# Наступление в восточной Эль-Хасаке
Наступление в восточной Эль-Ха́саке — наступление, начатое 21 февраля 2015 года бойцами курдских Отрядов народной самообороны (YPG) при содействии ассирийских христианских боевиков и других союзных формирований против джихадистов из организации Исламское государство в мухафазе Эль-Хасака с целью возвращения под свой контроль района Джазира, удерживаемого на тот момент боевиками ИГИЛ. 2 марта наступление на джихадистов также начали сирийские вооружённые силы, но без координации своих действий с курдами.
Наступление завершилось 17 марта 2015 года. Обе противоборствующие стороны взяли под свой контроль ряд территорий, но при этом и утеряли контроль над некоторыми из них.

## Предпосылки
В феврале 2014 года несколько городов и деревень в восточной части Джазиры были захвачены боевиками ИГИЛ. 23 июня 2014 года контроль ИГИЛ расширился на Телль-Брак и его окрестности, а позже и на восточные окраины города Эль-Хасака. В начале октября 2014 года ИГИЛ начало масштабное наступление, взяв под свой контроль более 200 деревень в восточной части кантона Джазира. Следующая кампания ИГИЛ по расширению своих территорий началась в декабре 2014 года.

## Наступление
Наступление на боевиков началось 21 февраля 2015 года, и на следующий день курдские бойцы уже были в пределах 5 километров от города Таль-Мамис, попутно захватив 23 фермы и деревни рядом с районом Або-Касайеб. Наступление велось при поддержке с воздуха союзными арабскими силами и армией США. Также YPG захватили несколько деревень близ границы с Ираком, а силы Пешмерги обстреляли позиции ИГИЛ через границу с Сирией, координируя свои действия с YPG.
В ответ на курдское наступление, 23 февраля около 3 тысячи бойцов ИГИЛ при поддержке нескольких танков начали масштабный захват деревень вдоль южного берега реки Хабур, вокруг города Толл Тамер. Согласно информации Сирийского центра мониторинга за соблюдением прав человека, к 26 февраля они заняли 11 деревень и взяли в плен 220 христиан-ассирийцев. Местные источники сообщили о взятии 33-35 деревень и похищении 287—400 ассирийцев. Сообщалось, что ИГИЛ перебросило боевиков с других позиций, в том числе с окрестностей Хомса, для усиления атаки на Толл Тамр. Курдам удалось вернуть несколько деревень, однако судьба похищенных христиан осталась неизвестной.
Нападением на Толл Тамр руководил полевой командир ИГИЛ Тархан Батирашвили, выходец из Грузии.

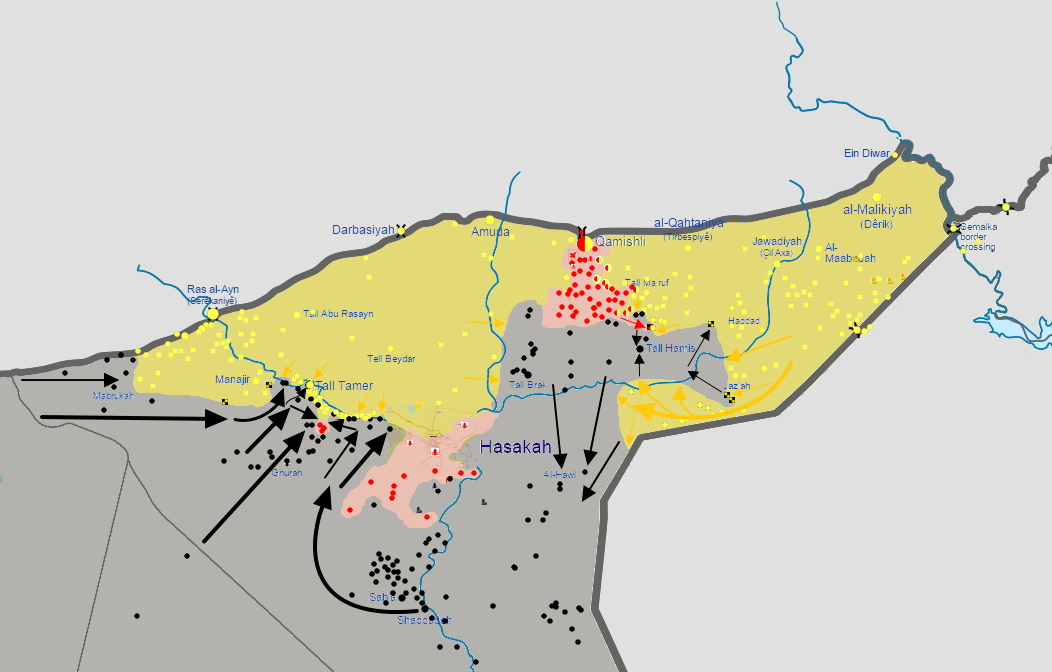
Карта боёв в восточной Эль-Хасаке, показаны боевые действия обеих сторон по обе стороны мухафазы

23 февраля в ходе рейда, проведённого ранним утром, YPG взяли Телль-Брак. 25 февраля YPG заняли дорогу, соединяющую Таль-Хамис и Аль-Хаул, которая являлась основной линией снабжения ИГИЛ в Ираке.
27 февраля курды вошли в Тель-Хамис и в 103 деревни вокруг города. Стало известно, что на 1 марта курды сожгли несколько домов, принадлежащих ИГИЛ или их союзникам, которые были расположены в отвоёванных у боевиков деревнях.
28 февраля в ассирийской деревне Тел-Хормизд ИГИЛ казнило 14 бойцов сил самообороны, двое из казнённых были женщинами. Ещё 13 ассирийцев из других деревень взяли в плен.
По состоянию на 28 февраля, с начала боевых действий погибли 175—211 боевиков ИГИЛ и 75 курдских и союзных солдат. В период операции, проходившей с 21 февраля по 1 марта, коалиция во главе с США нанесла по меньшей мере 24 авиаудара, поразив 18 тактических подразделений ИГИЛ и уничтожив 7 автомобилей.
Курдские силы планировали развивать успех и выйти к Тель-Абьяд, таким образом соединив регион Кобани с Джазирой.
После взятия Тель-Хамиса силами YPG, правительственная армия также начала наступление на ИГИЛ. 2 марта сирийские солдаты заняли порядка трёх десятков населённых пунктов. Их число варьируется по различным данным от 23 до 33. Конечной целью сирийцев было взятие под свой контроль дороги, соединяющую Эль-Камышлы и Эль-Хасаку. Первые 13 деревень взяли за 24 часа после начала боевых действий. YPG в это время продолжали бои с боевиками в Толл Тамре.
3 марта после выплаты выкупа были освобождены 24 похищенных боевиками ИГИЛ христианина.
4 марта сирийские войска продвинулись дальше и захватили ещё несколько деревень, в то время как боевики ИГИЛ продолжали обстрел курдских сил вблизи Толл Тамра. Вследствие потерь, понесённых в ходе боёв, ИГИЛ оставили свои позиции и отступили к районам Аль-Хавл и Аль-Шаддад.
К 6 марта сирийская армия продвинулась вглубь по седьмому шоссе и остановилась в 15-20 километрах от Тель-Брака. Поступали сообщения об ожесточённых боях между ИГИЛ и YPG на востоке от Аль-Хасаки — боевики контратаковали YPG, пытаясь помешать им продвинуться дальше и предотвратить захват последнего оплота ИГИЛ в Аль-Хавле. Столкновения 5-6 марта привели к гибели ещё 11 солдат YPG.
7 марта ИГИЛ продолжило захват населённых пунктов вокруг Толл-Тамра. Существовала опасность, что боевики станут использовать похищенных в этих деревнях ассирийцев в качестве живого щита. Атака боевиков началась ранним утром и была нацелена, по крайней мере, на три деревни на северном берегу реки Хабур. Их конечной целью было обеспечение прохода к городу Толл-Тамр и организация безопасного коридора между сирийско-иракской границей. 8 марта террористы приблизились к городу, в нём начались ожесточённые бои. Однако курды прислали подкрепление и дали отпор. Общее число погибших с обеих сторон составило около 40 человек. Одновременно ИГИЛ предпринимало попытки отбить несколько деревень между Тель-Браком и Аль-Хавлом. Эта атака также была отбила, YPG сообщают о 67 убитых боевиках ИГИЛ. Сирийские войска продолжили продвижение: под их контроль перешли 5-10 населённых пунктов.
К этому моменту среди погибших со стороны курдов были трое иностранных добровольцев: австралиец, британец и немка.
10 марта YPG сообщили об успешной защите Джазиры, однако в тот же день боевики ИГИЛ совершили внезапное нападение на Тель-Канзир — примерно в 30 километрах на западе от города Рас-эль-Айн. Также ожесточённые бои вспыхнули в Аль-Манаджире, западнее Толл-Тамра: ИГИЛ попыталось пробиться на север. Боевики напали на курдов одновременно с двух направлений, блокируя возможность их отхода в Аль-Хавл. Конечной целью ИГИЛ было взятие городов Рас-эль-Айн и Тель-Тамер, которое обеспечивало контроль над транспортными артериями, связывающими удерживаемый ИГИЛ город Мосул с территориями на востоке Сирии.
12 марта курдские формирования отразили нападение ИГИЛ на Рас-эль-Айн, в ходе которого погибли десятки человек с обеих сторон, но ИГИЛ продвинулись к Толл-Тамру и вошли в деревню Таль-Насри. Боевики находились в 500 метрах от города. В боях в окрестностях Толл-Тамра погибли 22 курдских солдата и 18 джихадистов. Появлялись сообщения, что радикальным боевикам удалось взять пару деревень и пересечь реку Хабур. YPG запросили от коалиции во главе с США авиаудары по боевикам, получившим большое подкрепление, но поддержки с воздуха им так и не оказали. 10 марта началась контратака ИГИЛ, в ходе которой погибли 105 боевиков и 63 бойца YPG.
13 марта коалиция во главе с США возобновила авиаудары по террористам.
16 марта YPG взяли несколько населённых пунктов близ Толл-Тамра. В тот же день на подмогу YPG прибыли 100 солдат Хезболлы, которые носили предоставленную курдами униформу. На следующий день агентство Fars News сообщило о захвате сирийской армией города Малаха и близлежащей сельской местности.

## Итоги наступления

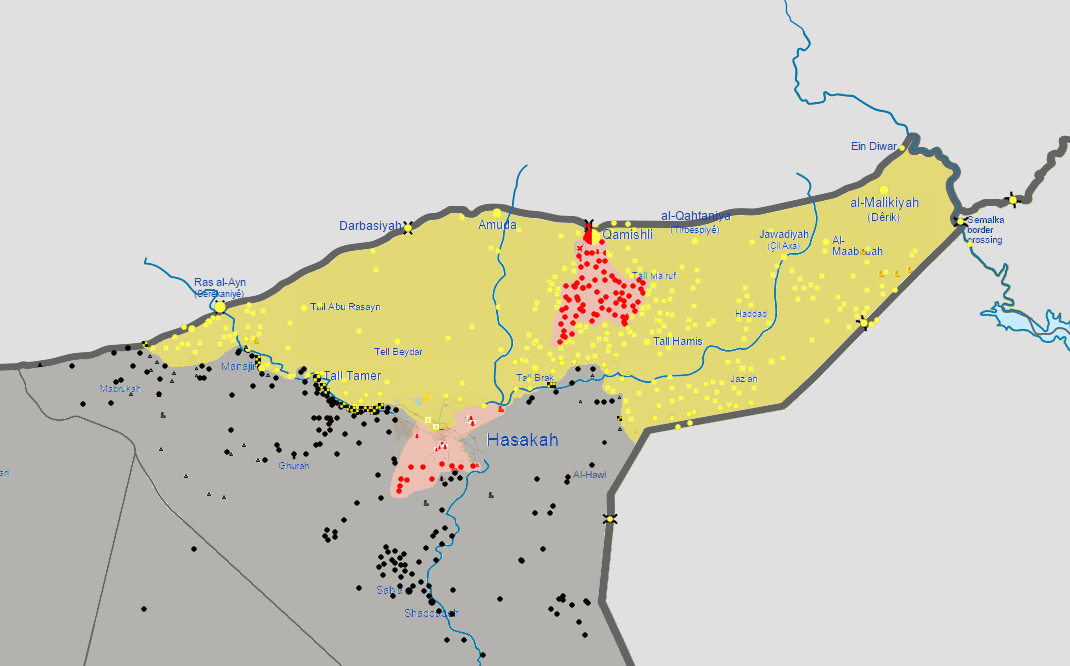
Карта позиций ИГИЛ и курдов в середине апреля 2015 года

ИГИЛ было выбито курдами и сирийской армией с востока Эль-Хасаки, однако на западе провинции ИГИЛ смогло отбить у курдов некоторые населённые пункты вдоль реки Хабур.
В районах Телль-Ханзир, Телль-Брак и Толл-Тамр начались активные военные действия, десятки боевиков ИГИЛ погибли.
Следующее крупное наступление в Эль-Хасаке было проведено в мае 2015 года на западе мухафазы.